# Große Straße 25 (Wittenburg)

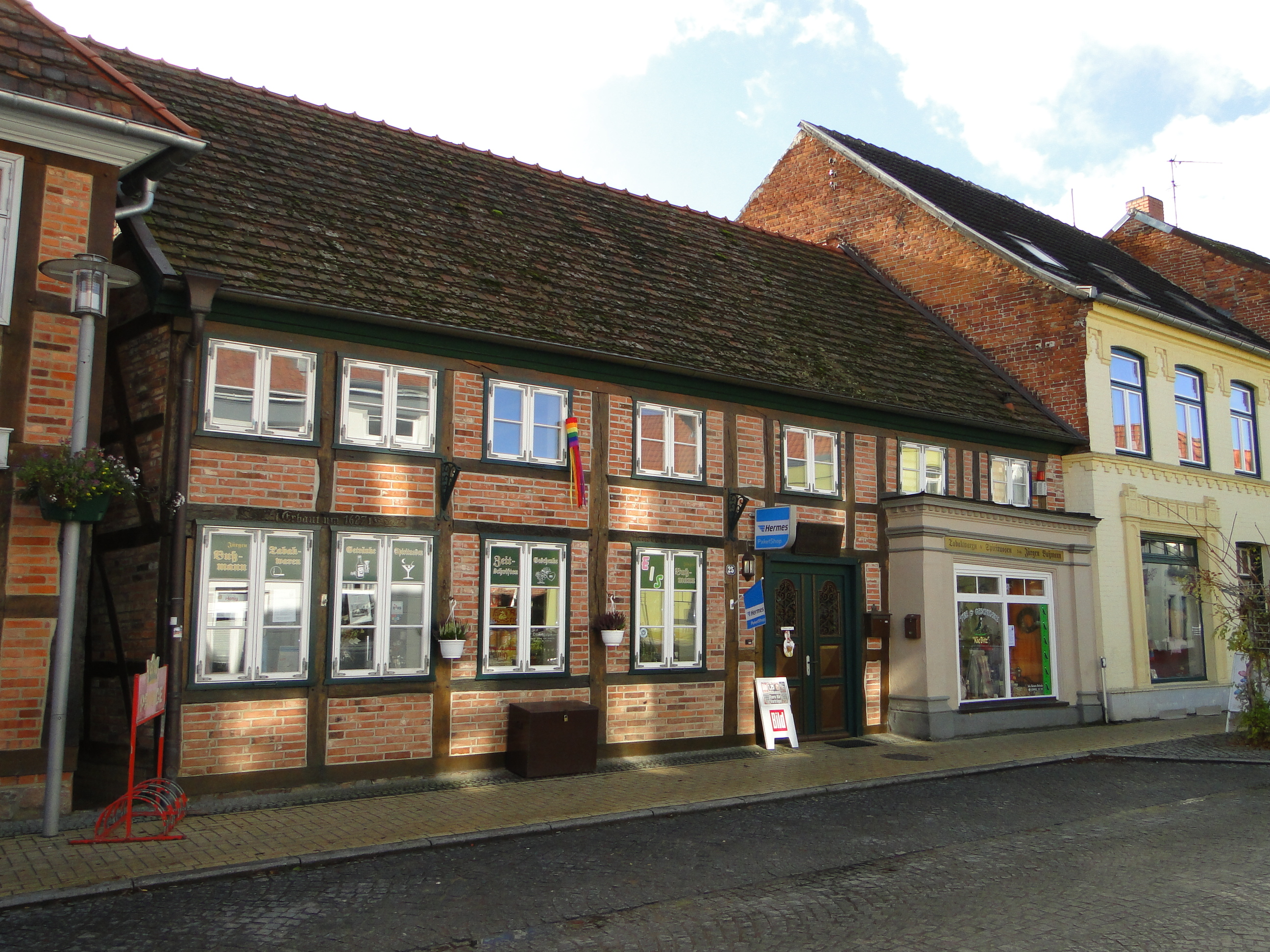
Große Straße 25 (2012)

Das Wohn- und Geschäftshaus Große Straße 25 in Wittenburg (Mecklenburg-Vorpommern) stammt vermutlich aus dem 18. Jahrhundert.
Das Gebäude steht unter Denkmalschutz.

## Geschichte
Die Stadt Wittenburg mit 6303 Einwohnern (2020) wurde erstmals 1194 als provincie erwähnt und 1230 als civitas (Stadt).
Das zweigeschossige Fachwerkhaus an der Großen Straße mit einem Satteldach und den Ausfachungen aus Rotsteinmauerwerk wurde wohl im 18. Jahrhundert gebaut. Ein kleiner stilfremder seitlicher Vorbau wurde später angefügt.
Das Haus wurde im Rahmen der Städtebauförderung ab 2010 saniert und der Bauherr Hans-Jürgen Bußmann für die Sanierung mit dem Bauherrenpreis 2016 der Stadt ausgezeichnet. Hier befinden sich heute (2021) Wohnungen und ein Laden mit Paketshop.